# Stonehouse Barracks
Pour les articles homonymes, voir Stonehouse.
Stonehouse Barracks est une installation militaire située à Stonehouse, Plymouth. C'est la base actuelle de la 3 Commando Brigade et les Royal Marines l'appellent «la maison spirituelle des Royal Marines».

## Origine
Depuis la fondation du Corps en 1664, les Marines sont cantonnés à Plymouth. Après leur formation en trois divisions en 1775, les Forces maritimes de Sa Majesté sont devenues le premier corps en Grande-Bretagne à être entièrement hébergés dans leurs propres casernes, qui ont été établies dans les trois villes divisionnaires de Chatham, Portsmouth et Plymouth ; Stonehouse est le seul d'entre eux à avoir survécu.
Dans son ensemble, Stonehouse est décrit comme "le groupe de casernes le plus ancien et le plus important d'Angleterre ne faisant pas partie d'une fortification : un exemple très rare de planification C18 et un complexe d'une grande valeur historique".

## Historique
Les premières parties de Stonehouse Barracks datent de 1756, mais la phase principale de construction a été entreprise entre 1779 et 1785 par James Templer et Thomas Parlby, avec des ajouts ultérieurs au XIXe siècle par le colonel Godfrey Greene.

### XVIIIesiècle

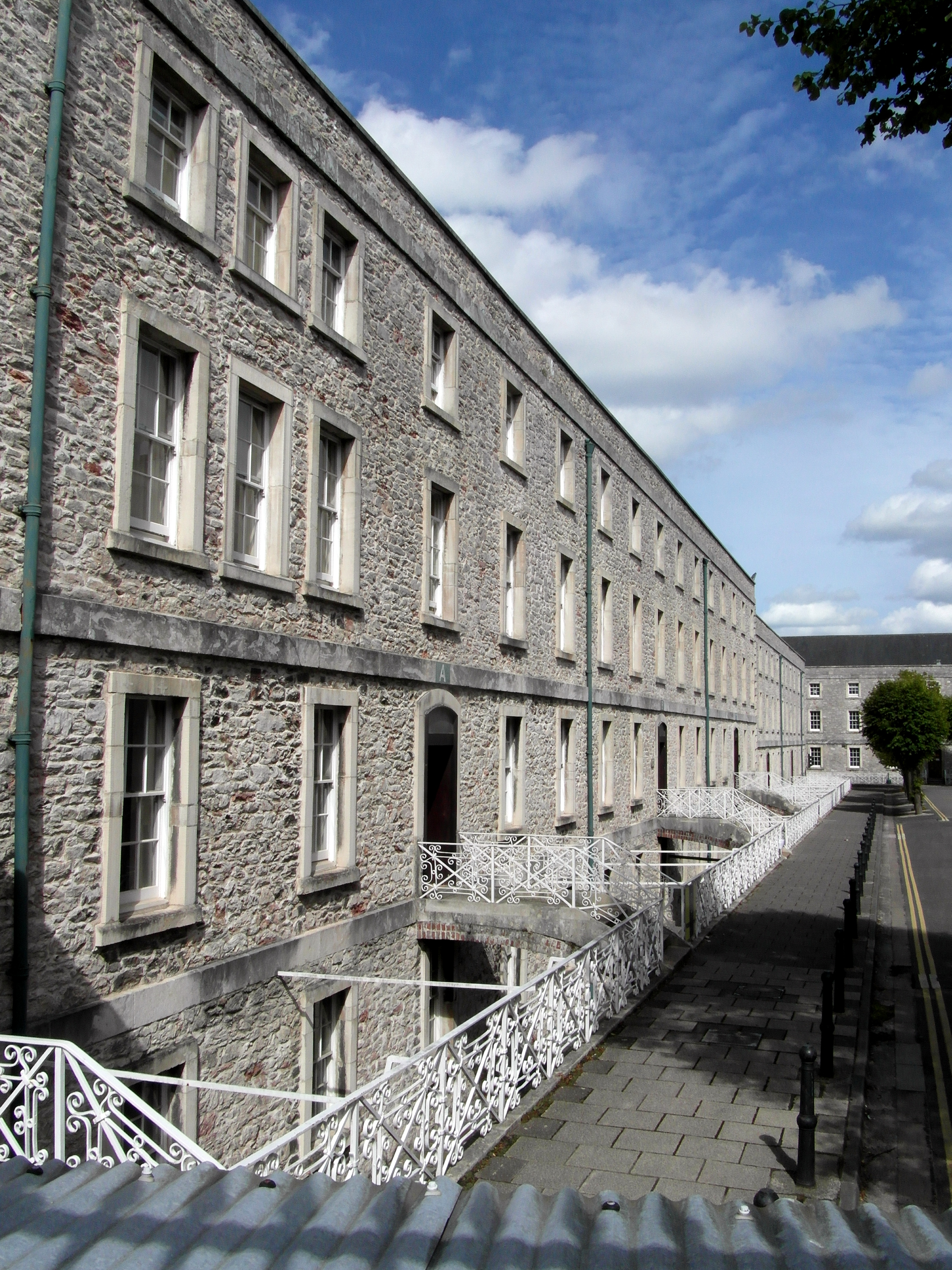
Bloc nord de la caserne

Le complexe de casernes d'origine des années 1780 se composait d'un terrain de défilé militaire rectangulaire délimité par une longue caserne symétrique sur le côté est ainsi qu'une paire assortie de blocs de caserne d'officiers plus courts au nord et au sud. Le bloc sud comprenait des maisons à chaque extrémité pour le commandant et son adjoint; le bloc nord abritait les officiers subalternes. Le côté ouest du terrain de parade était fermé par des balustrades et des portes, avec une petite maison de garde (surmontée d'une horloge et d'une coupole) au centre. Une «cantine» a été construite à l'extrémité est de la chaîne sud et une infirmerie séparée au nord. Les blocs est et sud restent in situ et utilisés (bien que les deux aient été agrandis au milieu du XIXe siècle) ; le bloc est serait "l'une des premières casernes survivantes pour une grande unité d'hommes en Angleterre".

### XIXesiècle
Pendant les guerres napoléoniennes, une décision a été prise d'agrandir la caserne ; cela a été réalisé en achetant des terres au sud. Un bâtiment est également acquis : située à quelques encablures du quadrilatère principal, la Longroom servait de salle d'assemblée publique depuis 1760 (antérieure à la construction des casernes) ; il a été acquis du conseil municipal en 1805 et converti pour servir de mess des officiers. En 1818, les officiers sont retournés dans un complexe de mess reconstruit dans le coin sud-est de la caserne principale, et la Longroom a été reconfigurée pour servir d'école aux enfants des sous-officiers. Plus tard, lors de la reconstruction du rang nord de la caserne, l'ancienne infirmerie a été reconstruite ; ainsi à partir de 1859 la Longroom trouva un nouvel usage comme infirmerie. Une paire de maisons ont été construites à proximité pour loger le chirurgien et le chirurgien assistant. La Longroom fait toujours partie de la caserne, actuellement utilisée comme gymnase.

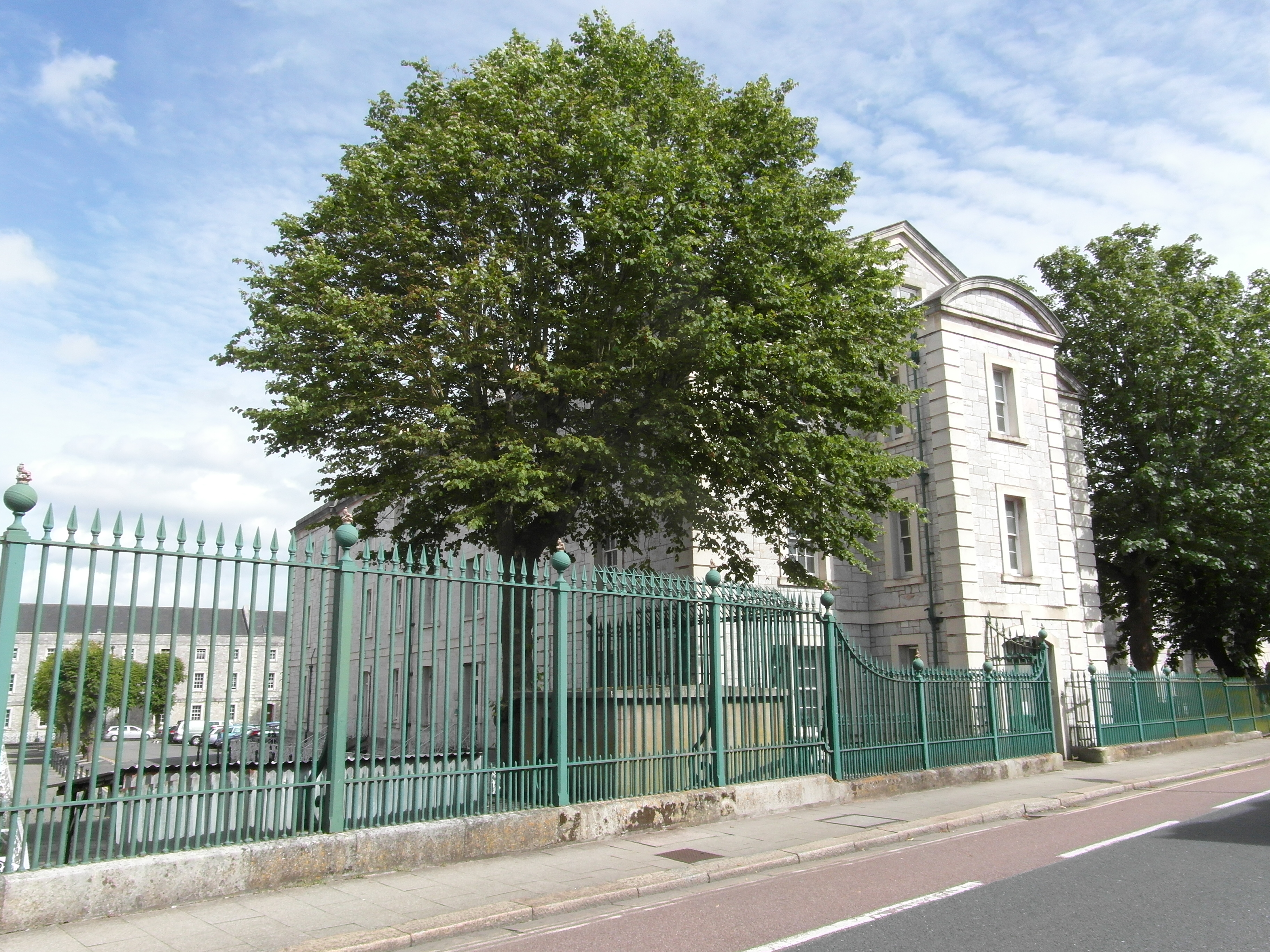
Coté ouest

Pendant la guerre de Crimée, de nouvelles mesures ont été prises pour agrandir la caserne et de nombreuses reconstructions ont suivi. Vers 1860, le bloc de casernes est a été étendu vers le nord pour accueillir plus d'hommes, et le bloc sud a été étendu vers l'ouest, offrant un logement à plus d'officiers. La chaîne nord, cependant, a été entièrement reconstruite. Le bloc de l'arche de la rue Durnford, qui forme le côté ouest du terrain de parade, date également de cette période (1867-1871); elle se compose d'un ensemble de six maisons pour les officiers supérieurs, les bureaux administratifs et une chapelle au-dessus de l'arc d'entrée central. Une rare survivance des années 1830 est un ancien terrain de raquette, qui a été transformé en théâtre au moment de cette reconstruction.

### XXesiècle

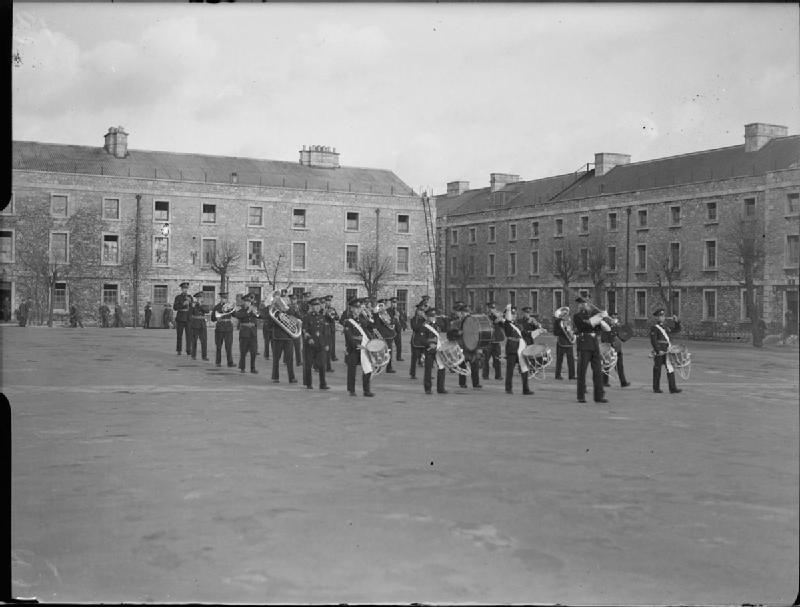
Cour intérieure durant la seconde guerre mondiale

La structure divisionnaire des Royal Marines (avec des divisions basées à Chatham, Portsmouth et Plymouth) a été démantelée pendant la Seconde Guerre mondiale, bien que des éléments du 41 Commando (en) soient restés à la caserne après la guerre. En 1961, la caserne est devenue la maison du 43 Commando (en), une unité qui s'est dissoute en 1967, mais la caserne a accueilli le 45 Commando (en) jusqu'à ce qu'elle déménage au Royal Marines Condor en 1971. Cette année-là, la caserne est devenue le quartier général de la 3 Commando Brigade.